# Ghisonaccia
Ghisonaccia (korziško Ghisunaccia) je naselje in občina v francoskem departmaju Haute-Corse regije - otoka Korzika. Leta 1999 je naselje imelo 3.168 prebivalcev.

## Geografija
Kraj leži v vzhodnem delu otoka Korzike par kilometrov stran od izliva reke Fium'Orbo v Tirensko morje, 86 km južno od središča Bastie.

## Uprava
Občina Ghisonaccia skupaj s sosednjimi občinami Ghisoni, Lugo-di-Nazza in Poggio-di-Nazza sestavlja kanton Ghisoni s sedežem v Ghisoniju. Kanton je sestavni del okrožja Corte.

## Zanimivosti
- župnijska cerkev sv. Mihaela,
- manjše letališče Ghisonaccia Alzitone Airport, v času druge svetovne vojne ga je uporabljalo ameriško vojno letalstvo kopenske vojske,
- slano jezero étang d'Urbino.